# Ковалевская, Тамара Владимировна
Тамара Владимировна Ковале́вская (1923—1986) — советский архитектор, заслуженный архитектор РСФСР (1980).

## Биография
После окончания Московского архитектурного института (МАРХИ) в 1947 году была направлена на работу в Красноярск.
В 1952—1954 годах обучалась на факультете усовершенствования при МАРХИ, в 1954 году была направлена на работу в Петрозаводск в проектный институт «Карелпроект». Член Союза архитекторов СССР с 1953 года.
В 1954—1981 годах работала в «Карелпроекте», одновременно преподавала в Петрозаводском строительном техникуме и Петрозаводском университете архитектуру на факультете промышленного и гражданского строительства. Являлась автором значимых индивидуальных проектов в стиле модернизма зданий и сооружений в Петрозаводске и районах Карелии.
Избиралась председателем правления Союза архитекторов Карельской АССР, членом Президиума правления Союза архитекторов СССР.

## Некоторые проекты Т. В. Ковалевской в Петрозаводске

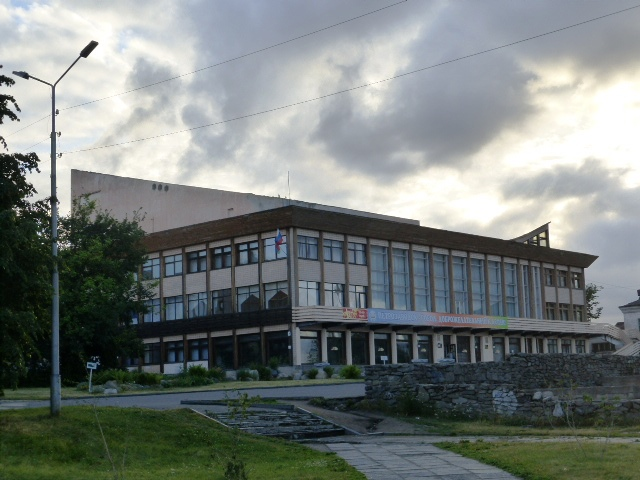
Дворец пионеров (1985)
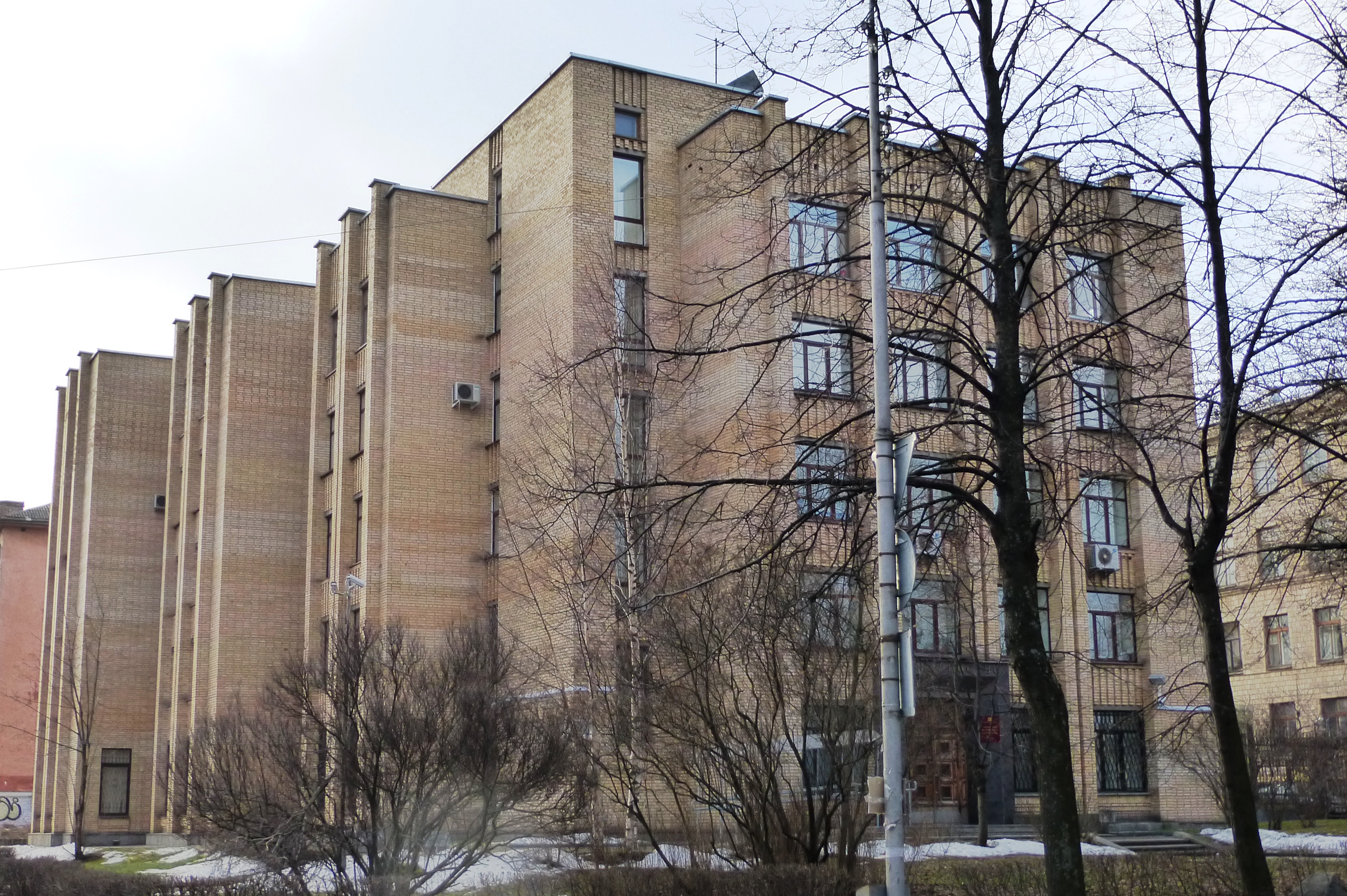
Здание Стройбанка (1982)
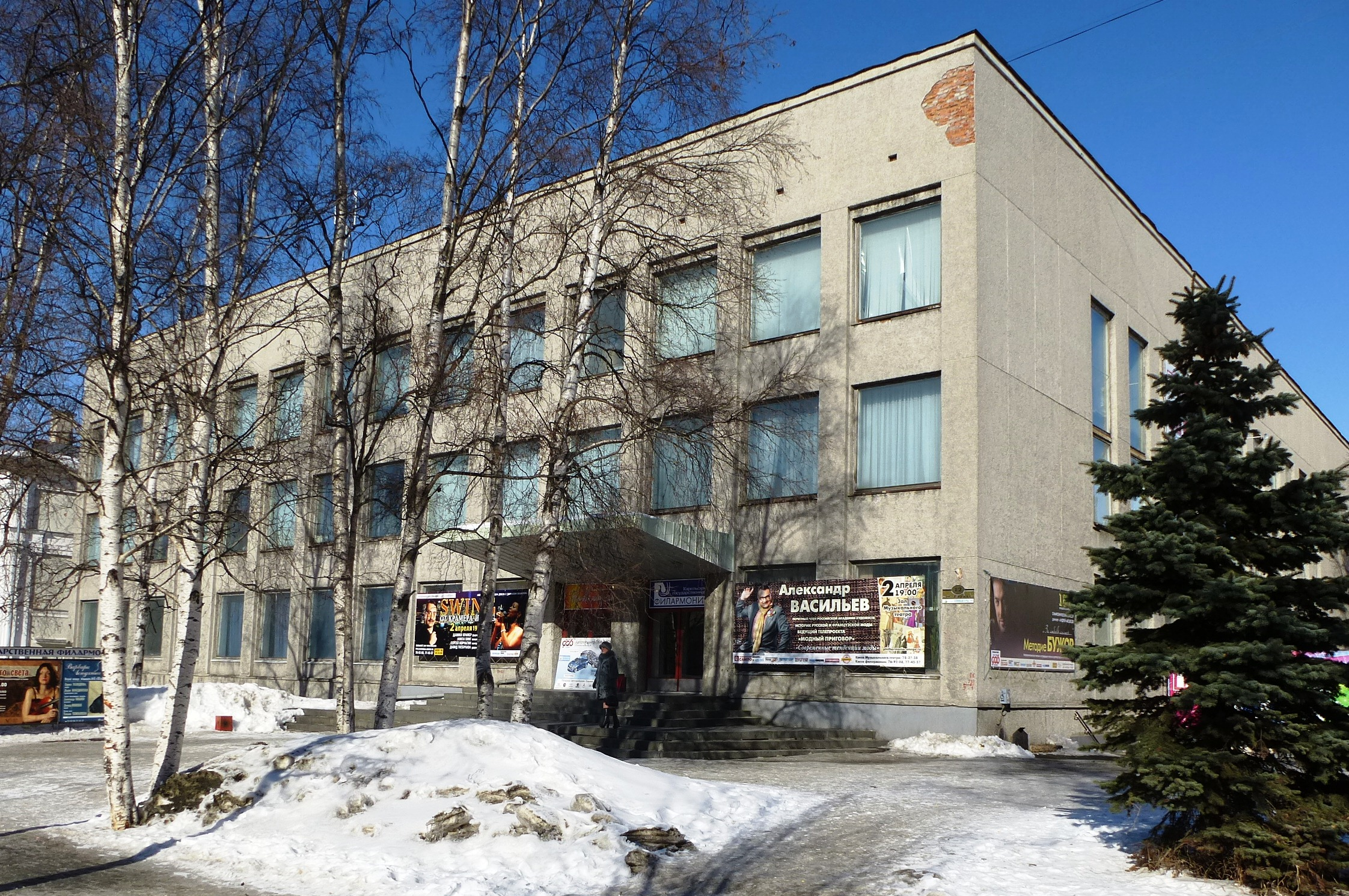
Дом политпросвещения (1969)
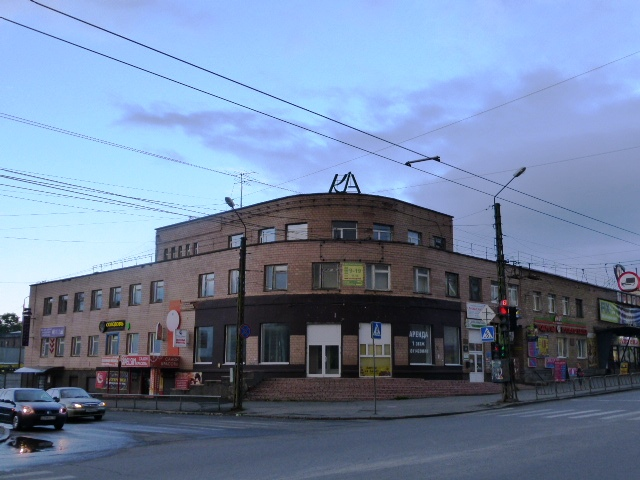
Центральный рынок (1970)
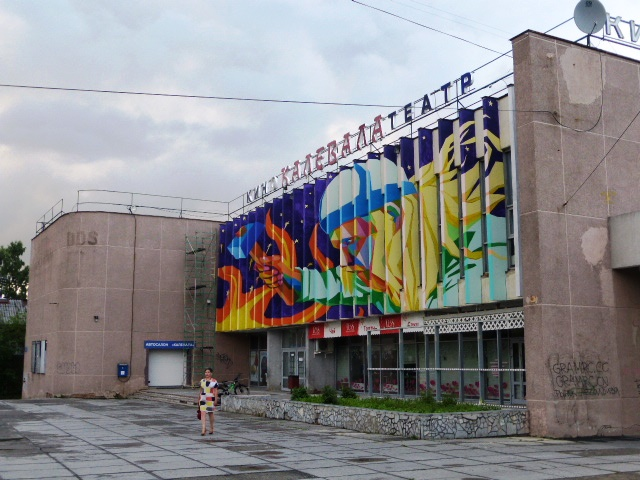
Кинотеатр «Калевала» (1978)